# 迪克·朗之死
《迪克隆之死》（英語：The Death of Dick Long）是2019年黑色喜劇劇情片，由丹尼爾·舒奈特執導和監製，並由小邁克爾·阿伯特、维吉尼亚·纽科姆、安德·海兰德、莎拉·贝克、杰丝·威克斯勒、小罗伊·伍德和苏妮特·玛尼主演。影片於2019年1月26日在2019年日舞影展舉行全球首映，並於2019年9月27日由A24上映。

## 外部連結
- 互联网电影数据库（IMDb）上《迪克·朗之死》的资料（英文）